# Араки, Садао
Садао Араки (яп. 荒木貞夫 Араки Садао, 26 мая 1877, Токио — 2 ноября 1966, Токио) — японский государственный и военный деятель, барон (1935), генерал (1933). До Второй мировой войны был генералом Императорской армии Японии и харизматическим лидером националистов, одним из главных теоретиков политиков правого крыла Японской империи. Он пользовался уважением как лидер радикальной фракции политиков внутри японской армии. Позже он был министром образования в кабинетах Коноэ и Хиранумы.

## Биография
Выпускник Имперской военной академии (1897). Начал военную службу во время Русско-японской войны, будучи ротным командиром.
С ноября 1909 — майор, в декабре командирован в Россию для изучения боевой подготовки русской армии.
В 1912—1913 помощник военного атташе посольства Японии в Петербурге. 15 июня 1913 года во время следования из Санкт-Петербурга в Токио на железнодорожной станции в Чите был арестован русской жандармерией. Поводом для ареста стали письма, отправленные им из Иркутска, в которых содержались схемы Транссибирской железной дороги с многочисленными пометками, а также изъятые во время обыска материалы на русском и японском языках. Однако, Садао получил эти сведения из официального «Путеводителя путешественника по Сибири», журналов и приобретённой в пути «Карты маршрута». 20 июня был освобождён из-под стражи и продолжил путь в Японию.
Произведён в подполковники в августе 1915 года.
Награждён двумя русскими орденами: Св. Владимира с мечами 4-й степени (1916) и Св. Анны с мечами 2-й степени (1917).
С 24 июля 1918 года — полковник.
В ходе японской интервенции в Сибири в 1918—1919 годах служил офицером штаба Главного управления экспедиционных сил во Владивостоке. В этот период Араки выполнял секретные поручения на русском Дальнем Востоке и в районе озера Байкал.
С 17 марта 1924 года — генерал-майор, в 1923—1924 года — командир 8-й бригады. С 1 мая 1925 года — начальник 1-го управления Генштаба.
С 26 июля 1927 года — генерал-лейтенант.
Со 2 августа 1929 по 1931 год — командир 6-й дивизии, в 1931 году — начальник Департамента общих дел генерал-инспектората военной подготовки.
В кабинете министров Инукаи в декабре 1931 года он получил пост военного министра.
20 октября 1933 года ему было присвоено звание полного генерала.
26 декабря 1935 года Араки был пожалован титул барона.
Служа в армии, Араки являлся ярым сторонником плана борьбы против коммунизма на советском Дальнем Востоке и Сибири. Он считался ведущим экспертом по Советскому Союзу и фанатично выступал против коммунизма. Генерал Араки несколько раз (в 1934 и 1939 годах) встречался с лидером Всероссийской фашистской партии К. В. Родзаевским.
10 марта 1936 года он был вынужден уйти в отставку с военной службы после того, как поддержал путч молодых офицеров. После отставки, в 1937 году, был назначен министром образования в кабинете Коноэ Фумимаро, что стало для него идеальной возможностью для продвижения идей милитаризма в системе национального образования и среди простого населения. Он продолжал оставаться министром образования и в кабинете Хиранумы.
После Второй мировой войны Араки был арестован американскими оккупационными войсками и предстал перед Международным военным трибуналом по Дальнему Востоку, где был осуждён за военные преступления. Его приговорили к пожизненному заключению, но в 1955 году он был освобождён по состоянию здоровья из тюрьмы Сугамо и через 11 лет умер. Араки был похоронен на кладбище Фуху в Токио.
Является одним из действующих лиц спектакля «Харбин-34».